# ويليام هنري ويت
ويليام هنري ويت (بالإنجليزية: William Henry Witte)‏ هو صحفي وسياسي أمريكي، ولد في 4 أكتوبر 1817، وتوفي في 24 نوفمبر 1876 بفيلادلفيا في الولايات المتحدة. حزبياً، نشط في الحزب الديمقراطي. وقد انتخب عضو مجلس النواب الأمريكي.